# Paroisses de l'ancien diocèse d'Orléans
Cette page répertorie la liste des paroisses de l'ancien diocèse d'Orléans, un diocèse français situées autour de la ville d'Orléans dans l'ancienne province de l'Orléanais.

## Liste du Loiret
Cette liste reprend les paroisses dont le territoire relevait de ce qui est devenu le département du Loiret.
| Nom de la paroisse         | Vocable de la paroisse                      | Commune actuelle                                                                        |
| -------------------------- | ------------------------------------------- | --------------------------------------------------------------------------------------- |
| Acquebouille               | Saint-Jacques                               | Acquebouille, paroisse supprimée, rattachée à Faronville, commune associée à Outarville |
| Ardon                      | Saint-Pierre                                | Ardon                                                                                   |
| Artenay                    | Saint-Victor                                | Artenay                                                                                 |
| Aschères                   | Notre-Dame                                  | Aschères-le-Marché                                                                      |
| Ascoux                     | Saint-Charles                               | Ascoux                                                                                  |
| Attray                     | Saint-Pierre                                | Attray                                                                                  |
| Baccon                     | Saint-Quentin                               | Baccon                                                                                  |
| Baule                      | Saint-Aignan                                | Baule                                                                                   |
| Bazoches-les-Gallerandes   | Saint Béthaire                              | Bazoches-les-Gallerandes                                                                |
| Beaugency                  | Saint-Firmin                                | Beaugency                                                                               |
| Beaugency                  | Saint-Nicolas                               | Beaugency                                                                               |
| Boigny                     | Saint-Pierre-ès-Liens                       | Boigny-sur-Bionne                                                                       |
| Bondaroy                   | Saint-Aignan                                | Bondaroy                                                                                |
| Bonnée                     | Saint-Martin                                | Bonnée                                                                                  |
| Les Bordes                 | Saint-Martin                                | Les Bordes                                                                              |
| Bou                        | Saint-Georges                               | Bou                                                                                     |
| Bougy                      | Saint-Sulpice                               | Bougy-lez-Neuville                                                                      |
| Bouilly                    | Saint-Martin                                | Bouilly-en-Gâtinais                                                                     |
| Boulay                     | Saint-Aignan                                | Boulay-les-Barres                                                                       |
| Bourg-l'Abbaye             | Notre-Dame                                  | Le Bourg-l'Abbaye commune supprimée, rattachée à Pithiviers                             |
| Le Bourgneuf               | Notre-Dame                                  | Le Bourgneuf commune supprimée, rattachée à Loury                                       |
| Bouzonville-aux-Bois       | Saint-Laurent                               | Bouzonville-aux-Bois                                                                    |
| Bouzonville-en-Beauce      | Saint-Benoît                                | Bouzonville-en-Beauce                                                                   |
| Bouzy                      | Saint-Martin                                | Bouzy-la-Forêt                                                                          |
| Bray                       | Saint-Jacques-le-Majeur                     | Bray-en-Val                                                                             |
| Bricy                      | Saint-Sulpice                               | Bricy                                                                                   |
| Bucy-le-Roi                | Saint-Blaise et Saint-Pierre                | Bucy-le-Roi                                                                             |
| Bucy-Saint-Liphard         | Saint-Liphard                               | Bucy-Saint-Liphard                                                                      |
| Cercottes                  | Saint-Martin                                | Cercottes                                                                               |
| Cerdon                     | Sainte-Marguerite                           | Cerdon                                                                                  |
| Césarville                 | Sainte-Madeleine & Saint-Sébastien          | Césarville-Dossainville                                                                 |
| Chaingy                    | Saint-Symphorien                            | Chaingy                                                                                 |
| Chanteau                   | Saint-Rémi                                  | Chanteau                                                                                |
| La Chapelle-Saint-Mesmin   | Saint-Mesmin                                | La Chapelle-Saint-Mesmin                                                                |
| Charsonville               | Saint-Martin                                | Charsonville                                                                            |
| Châteauneuf-sur-Loire      | Saint-Martial                               | Châteauneuf-sur-Loire                                                                   |
| Châtillon-le-Roi           | Saint-Maurice                               | Châtillon-le-Roi                                                                        |
| Chaussy                    | Saint-Fiacre                                | Chaussy                                                                                 |
| Chécy                      | Saint-Pierre                                | Chécy                                                                                   |
| Chevilly                   | Saint-Germain                               | Chevilly                                                                                |
| Chevry                     | Saint-Martin                                | Chevry-sous-le-Bignon                                                                   |
| Chilleurs-aux-Bois         | Saint-Pierre                                | Chilleurs-aux-Bois                                                                      |
| Cléry                      | Notre-Dame                                  | Cléry-Saint-André                                                                       |
| Coinces                    | Saint-Martin                                | Coinces                                                                                 |
| Combleux                   | Saint-Symphorien                            | Combleux                                                                                |
| Combreux                   | Saint-Pierre                                | Combreux                                                                                |
| Coulmiers                  | Saint-Aignan                                | Coulmiers                                                                               |
| Courcy                     | Saint-Prix                                  | Courcy-aux-Loges                                                                        |
| Cravant                    | Saint-Martin                                | Cravant                                                                                 |
| Creuzy                     | Saint-Pierre                                | Creuzy, commune supprimée, rattachée à Chevilly (partie) rattachée à Sougy (partie)     |
| Crottes                    | Saint-Pierre                                | Crottes-en-Pithiverais                                                                  |
| Dadonville                 | Saint-Denis                                 | Dadonville                                                                              |
| Dampierre                  | Saint-Pierre                                | Dampierre-en-Burly                                                                      |
| Darvoy                     | Saint-Pierre                                | Darvoy                                                                                  |
| Donnery                    | Saint-Étienne                               | Donnery                                                                                 |
| Dossainville               | Saint-Martin                                | Césarville-Dossainville                                                                 |
| Dry                        | Notre-Dame                                  | Dry                                                                                     |
| Engenville                 | Saint-Denis                                 | Engenville                                                                              |
| Épieds                     | Saint-Privat                                | Épieds-en-Beauce                                                                        |
| Escrennes                  | Saint-Lubin                                 | Escrennes                                                                               |
| Faronville                 | Saint-Étienne                               | Faronville, commune associée à Outarville                                               |
| Fay-aux-Loges              | Notre-Dame                                  | Fay-aux-Loges                                                                           |
| Férolles                   | Saint-Pierre                                | Férolles                                                                                |
| La Ferté-Saint-Aubin       | Saint-Aubin                                 | La Ferté-Saint-Aubin                                                                    |
| La Ferté-Saint-Aubin       | Saint-Michel                                | La Ferté-Saint-Aubin                                                                    |
| Fleury                     | Saint-André                                 | Fleury-les-Aubrais                                                                      |
| Gémigny                    | Saint-Symphorien                            | Gémigny                                                                                 |
| Germigny-des-Prés          | Sainte-Trinité                              | Germigny-des-Prés                                                                       |
| Gidy                       | Saint-Sulpice                               | Gidy                                                                                    |
| Greneville                 | Saint-Pierre                                | Greneville-en-Beauce                                                                    |
| Guigneville                | Saint-Hilaire                               | Guigneville                                                                             |
| Guignonville               | Saint-Félix                                 | Guignonville, commune associée à Greneville-en-Beauce                                   |
| Guilly                     | Saint-Martin                                | Guilly                                                                                  |
| Huêtre                     | Saint-Germain                               | Huêtre                                                                                  |
| Huisseau-sur-Mauves        | Saint-Pierre-ès-Liens                       | Huisseau-sur-Mauves                                                                     |
| Ingrannes                  | Saint-Médard                                | Ingrannes                                                                               |
| Ingré                      | Saint-Loup                                  | Ingré                                                                                   |
| Isdes                      | Notre-Dame                                  | Isdes                                                                                   |
| Izy                        | Saint-Christophe                            | Izy, commune associée à Bazoches-les-Gallerandes                                        |
| Jargeau                    | Saint-Étienne                               | Jargeau                                                                                 |
| Jargeau                    | Saint-Vrain                                 | Jargeau                                                                                 |
| Jouy-en-Pithiverais        | Saint-André                                 | Jouy-en-Pithiverais                                                                     |
| Jouy-le-Potier             | Saint-Pierre                                | Jouy-le-Potier                                                                          |
| Laas                       | Saint-Martin                                | Laas                                                                                    |
| Lailly                     | Saint-Sulpice                               | Lailly-en-Val                                                                           |
| Ligny-le-Ribault           | Saint-Martin                                | Ligny-le-Ribault                                                                        |
| Limiers                    | Saint-Pierre                                | Limiers, commune supprimée, rattachée à Vrigny                                          |
| Lion-en-Beauce             | Saint-Protais                               | Lion-en-Beauce                                                                          |
| Lion-en-Sullias            | Saint-Étienne                               | Lion-en-Sullias                                                                         |
| Loury                      | Saint-Bon et Saint-Dulcide                  | Loury                                                                                   |
| Marcilly-en-Villette       | Saint-Étienne                               | Marcilly-en-Villette                                                                    |
| Mardié                     | Saint-Martin                                | Mardié                                                                                  |
| Mareau-aux-Bois            | Saint-Georges                               | Mareau-aux-Bois                                                                         |
| Mareau-aux-Prés            | Saint-Hippolyte                             | Mareau-aux-Prés                                                                         |
| Marigny                    | Saint-Saturnin                              | Marigny-les-Usages                                                                      |
| Ménestreau-en-Villette     | Notre-Dame                                  | Ménestreau-en-Villette                                                                  |
| Messas                     | Saint-Sébastien                             | Messas                                                                                  |
| Meung-sur-Loire            | Saint-Nicolas                               | Meung-sur-Loire                                                                         |
| Meung-sur-Loire            | Saint-Pierre                                | Meung-sur-Loire                                                                         |
| Mézières                   | Saint-Avit                                  | Mézières-lez-Cléry                                                                      |
| Monçay                     | Saint-Nicolas                               | Monçay, commune supprimée, rattachée à Lailly-en-Val                                    |
| Montigny                   | Saint-Aignan                                | Montigny                                                                                |
| Neuville-aux-Bois          | Saint-Symphorien                            | Neuville-aux-Bois                                                                       |
| Neuvy-en-Sullias           | Saint-Jean-Baptiste                         | Neuvy-en-Sullias                                                                        |
| Nids                       | Saint-Nicolas                               | Nids, commune supprimée, rattachée à Tournoisis                                         |
| Oison                      | Saint-Aignan                                | Oison                                                                                   |
| Olivet                     | Saint-Martin                                | Olivet                                                                                  |
| Orléans                    | Alleu-Saint-Mesmin                          | Orléans                                                                                 |
| Orléans                    | Notre-Dame-de-Bonne-Nouvelle                | Orléans                                                                                 |
| Orléans                    | Notre-Dame-de-la-Conception                 | Orléans                                                                                 |
| Orléans                    | Notre-Dame-de-Recouvrance                   | Orléans                                                                                 |
| Orléans                    | Notre-Dame-du-Chemin                        | Orléans                                                                                 |
| Orléans                    | Saint-Aignan                                | Orléans                                                                                 |
| Orléans                    | Saint-Benoît-du-Retour                      | Orléans                                                                                 |
| Orléans                    | Sainte-Catherine                            | Orléans                                                                                 |
| Orléans                    | Sainte-Colombe                              | Orléans                                                                                 |
| Orléans                    | Sainte-Croix                                | Orléans                                                                                 |
| Orléans                    | Saint-Donatien                              | Orléans                                                                                 |
| Orléans                    | Saint-Éloi (ou Saint-Maurice)               | Orléans                                                                                 |
| Orléans                    | Saint-Euverte                               | Orléans                                                                                 |
| Orléans                    | Saint-Georges (ou Saint-Avy)                | Orléans                                                                                 |
| Orléans                    | Saint-Germain                               | Orléans                                                                                 |
| Orléans                    | Saint-Hilaire                               | Orléans                                                                                 |
| Orléans                    | Saint-Laurent                               | Orléans                                                                                 |
| Orléans                    | Saint-Liphard                               | Orléans                                                                                 |
| Orléans                    | Saint-Maclou                                | Orléans                                                                                 |
| Orléans                    | Saint-Marc-lez-Orléans                      | Orléans                                                                                 |
| Orléans                    | Saint-Marceau-lez-Orléans                   | Orléans                                                                                 |
| Orléans                    | Saint-Michel                                | Orléans                                                                                 |
| Orléans                    | Saint-Paterne                               | Orléans                                                                                 |
| Orléans                    | Saint-Paul                                  | Orléans                                                                                 |
| Orléans                    | Saint-Pierre-Empont                         | Orléans                                                                                 |
| Orléans                    | Saint-Pierre-Ensentelée                     | Orléans                                                                                 |
| Orléans                    | Saint-Pierre-le-Puellier                    | Orléans                                                                                 |
| Orléans                    | Saint-Pierre-Lentin                         | Orléans                                                                                 |
| Orléans                    | Saint-Sulpice                               | Orléans                                                                                 |
| Orléans                    | Saint-Victor                                | Orléans                                                                                 |
| Orléans                    | Saint-Vincent                               | Orléans                                                                                 |
| Ormes                      | Notre-Dame                                  | Ormes                                                                                   |
| Ouvrouer-les-Champs        | Saint-Pierre                                | Ouvrouer-les-Champs                                                                     |
| Ouzouer-sur-Loire          | Saint-Martin                                | Ouzouer-sur-Loire                                                                       |
| Pithiviers                 | Saint-Jean-au-Val                           | Pithiviers                                                                              |
| Pithiviers                 | Saint-Salomon                               | Pithiviers                                                                              |
| Pithiviers-le-Vieil        | Saint-Gervais et Saint-Protais              | Pithiviers-le-Vieil                                                                     |
| La Queuvre                 | Saint-Gault                                 | La Queuvre, commune supprimée, rattachée à Férolles                                     |
| Rebréchien                 | Notre-Dame                                  | Rebréchien                                                                              |
| Rouvray-Sainte-Croix       | Sainte-Croix                                | Rouvray-Sainte-Croix                                                                    |
| Rozières                   | Saint-Martin                                | Rozières-en-Beauce                                                                      |
| Ruan                       | Saint-Félix                                 | Ruan                                                                                    |
| Saint-Aignan-des-Gués      | Saint-Aignan                                | Saint-Aignan-des-Gués                                                                   |
| Saint-Aignan-le-Jaillard   | Saint-Aignan                                | Saint-Aignan-le-Jaillard                                                                |
| Saint-André                | Saint-André                                 | Saint-André, commune supprimée rattachée à Cléry (actuellement Cléry-Saint-André        |
| Saint-Ay                   | Saint-Ay                                    | Saint-Ay                                                                                |
| Saint-Benoît-sur-Loire     | Saint-Sébastien                             | Saint-Benoît-sur-Loire                                                                  |
| Saint-Cyr-en-Val           | Saint-Cyr                                   | Saint-Cyr-en-Val                                                                        |
| Saint-Denis-de-l'Hôtel     | Saint-Denis                                 | Saint-Denis-de-l'Hôtel                                                                  |
| Saint-Denis-en-Val         | Saint-Denis                                 | Saint-Denis-en-Val                                                                      |
| Saint-Florent              | Saint-Florent                               | Saint-Florent                                                                           |
| Saint-Germain-le-Grand     | Saint-Germain                               | Saint-Germain-le-Grand, commune supprimée, rattachée à Neuville-aux-Bois                |
| Saint-Hilaire-Saint-Mesmin | Saint-Hilaire                               | Saint-Hilaire-Saint-Mesmin                                                              |
| Saint-Jean-de-Braye        | Saint-Jean-Baptiste                         | Saint-Jean-de-Braye                                                                     |
| Saint-Jean-de-la-Ruelle    | Saint-Jean-Baptiste                         | Saint-Jean-de-la-Ruelle                                                                 |
| Saint-Jean-le-Blanc        | Saint-Jean-Baptiste                         | Saint-Jean-le-Blanc                                                                     |
| Saint-Lyé                  | Saint-Lié                                   | Saint-Lyé-la-Forêt                                                                      |
| Saint-Martin-d'Abbat       | Saint-Martin                                | Saint-Martin-d'Abbat                                                                    |
| Saint-Martin-le-Seul       | Saint-Martin                                | Saint-Martin-le-Seul, commune supprimée, rattachée à Bondaroy                           |
| Saint-Nicolas-Saint-Mesmin | Saint-Pierre, Saint-Nicolas et Saint-Mesmin | Saint-Nicolas-Saint-Mesmin commune supprimée, rattachée à Saint-Pryvé-Saint-Mesmin      |
| Saint-Péravy-Épreux        | Saint-Pierre-ès-Liens                       | Saint-Péravy-Épreux, commune associée à Outarville                                      |
| Saint-Péravy-la-Colombe    | Saint-Pierre                                | Saint-Péravy-la-Colombe                                                                 |
| Saint-Père                 | Saint-Pierre                                | Saint-Père-sur-Loire                                                                    |
| Saint-Pryvé-Saint-Mesmin   | Saint-Privat                                | Saint-Pryvé-Saint-Mesmin                                                                |
| Saint-Sigismond            | Saint-Sigismond                             | Saint-Sigismond                                                                         |
| Sandillon                  | Saint-Aignan                                | Sandillon                                                                               |
| Sandillon                  | Saint-Patrice                               | Sandillon                                                                               |
| Santeau                    | Saint-Germain                               | Santeau                                                                                 |
| Saran                      | Saint-Martin                                | Saran                                                                                   |
| Sébouville                 | Saint-Sulpice                               | Sébouville, commune associée à Guigneville                                              |
| Seichebrières              | Saint-Mammès                                | Seichebrières                                                                           |
| Semoy                      | Notre-Dame                                  | Semoy                                                                                   |
| Sennely                    | Saint-Jean                                  | Sennely                                                                                 |
| Sigloy                     | Saint-Martin                                | Sigloy                                                                                  |
| Sougy                      | Saint-Laurent                               | Sougy                                                                                   |
| Sully-la-Chapelle          | Saint-Sulpice                               | Sully-la-Chapelle                                                                       |
| Sully-sur-Loire            | Notre-Dame-de-Pitié                         | Sully-sur-Loire                                                                         |
| Sully-sur-Loire            | Saint-Germain                               | Sully-sur-Loire                                                                         |
| Sury-aux-Bois              | Saint-Georges                               | Sury-aux-Bois                                                                           |
| Tavers                     | Saint-Jean-Baptiste                         | Tavers                                                                                  |
| Teillay-le-Gaudin          | Saint-Aignan                                | Teillay-le-Gaudin, commune associée à Outarville                                        |
| Teillay-Saint-Benoît       | Saint-Benoît                                | Teillay-Saint-Benoît, commune associée à Crottes-en-Pithiverais                         |
| Tigy                       | Saint-Martin                                | Tigy                                                                                    |
| Tivernon                   | Saint-Étienne                               | Tivernon                                                                                |
| Traînou                    | Saint-Pierre                                | Traînou                                                                                 |
| Trinay                     | Saint-Denis                                 | Trinay                                                                                  |
| Vannes                     | Saint-Martin                                | Vannes-sur-Cosson                                                                       |
| Vennecy                    | Saint-Symphorien                            | Vennecy                                                                                 |
| Vienne-en-Val              | Saint-Martin                                | Vienne-en-Val                                                                           |
| Viglain                    | Saint-André                                 | Viglain                                                                                 |
| Villemurlin                | Saint-Pierre                                | Villemurlin                                                                             |
| Villereau                  | Notre-Dame                                  | Villereau                                                                               |
| Villorceau                 | Saint-Pierre                                | Villorceau                                                                              |
| Vitry-aux-Loges            | Saint-Médard                                | Vitry-aux-Loges                                                                         |
| Vrigny                     | Notre-Dame                                  | Vrigny                                                                                  |
| Yèvre-la-Ville             | Sainte-Brigitte                             | Yèvre-la-Ville                                                                          |
| Yèvre-le-Châtel            | Saint-Gault                                 | Yèvre-le-Châtel, commune associée à Yèvre-la-Ville                                      |

## Liste d'Eure-et-Loir
Cette liste ne reprend  que les paroisses dont le territoire, dans la région naturelle de la Beauce orléanaise, relevait de ce qui est devenu le département d'Eure-et-Loir en 1790 : elles ont été transférées au diocèse de Chartres. 
| Nom de la paroisse  | Vocable de la paroisse | Commune actuelle    | Canton en 1790     | Paroisse au XXIe siècle       |
| ------------------- | ---------------------- | ------------------- | ------------------ | ----------------------------- |
| Germignonville      | -                      | Germignonville      | Canton de Voves    | Saint-Martin-en-Beauce        |
| Guilleville         | -                      | Guilleville         | Canton de Janville | Sainte-Jeanne-d-Arc-en-Beauce |
| Allaines            | -                      | Allaines            | Canton de Janville | Sainte-Jeanne-d-Arc-en-Beauce |
| Le Puiset           | -                      | Le Puiset           | Canton de Janville | Sainte-Jeanne-d-Arc-en-Beauce |
| Janville            | -                      | Janville            | Canton de Janville | Sainte-Jeanne-d-Arc-en-Beauce |
| Toury               | -                      | Toury               | Canton de Janville | Sainte-Jeanne-d-Arc-en-Beauce |
| Mervilliers         | -                      | Mervilliers         | Canton de Janville | Sainte-Jeanne-d-Arc-en-Beauce |
| Poinville           | -                      | Poinville           | Canton de Janville | Sainte-Jeanne-d-Arc-en-Beauce |
| Santilly            | -                      | Santilly            | Canton de Janville | Sainte-Jeanne-d-Arc-en-Beauce |
| Tillay-le-Péneux    | Saint-Aignan           | Tillay-le-Péneux    | Canton d'Orgères   | Sainte-Jeanne-d-Arc-en-Beauce |
| Bazoches-les-Hautes | Saint-Martin           | Bazoches-les-Hautes | Canton d'Orgères   | Sainte-Jeanne-d-Arc-en-Beauce |
| Baigneaux           | Sainte-Croix           | Baigneaux           | Canton d'Orgères   | Sainte-Jeanne-d-Arc-en-Beauce |
| Lumeau              | Saint-Loup             | Lumeau              | Canton d'Orgères   | Saint-Martin-en-Beauce        |
| Terminiers          | Saint-Liphard          | Terminiers          | Canton d'Orgères   | Saint-Martin-en-Beauce        |
| Pourpry             | Notre-Dame             | Poupry              | Canton d'Orgères   | Sainte-Jeanne-d-Arc-en-Beauce |
| Dambron             | Saint-Sulpice          | Dambron             | Canton d'Orgères   | Sainte-Jeanne-d-Arc-en-Beauce |

## Liste de Loir-et-Cher
Les paroisses situées dans l'actuel département de Loir-et-Cher ne sont pas encore identifiées.
| Nom de la paroisse | Vocable de la paroisse     | Commune actuelle | Canton en 1790 | Paroisse au XXIe siècle |
| ------------------ | -------------------------- | ---------------- | -------------- | ----------------------- |
| Avaray             | Notre-Dame-de-l'Assomption | Avaray           | -              |                         |
| Bauzy              | Saint-Baumer               | Bauzy            | -              |                         |
| Billy              | Saint-Aignan               | Billy            | -              |                         |